# Mecanum-wiel

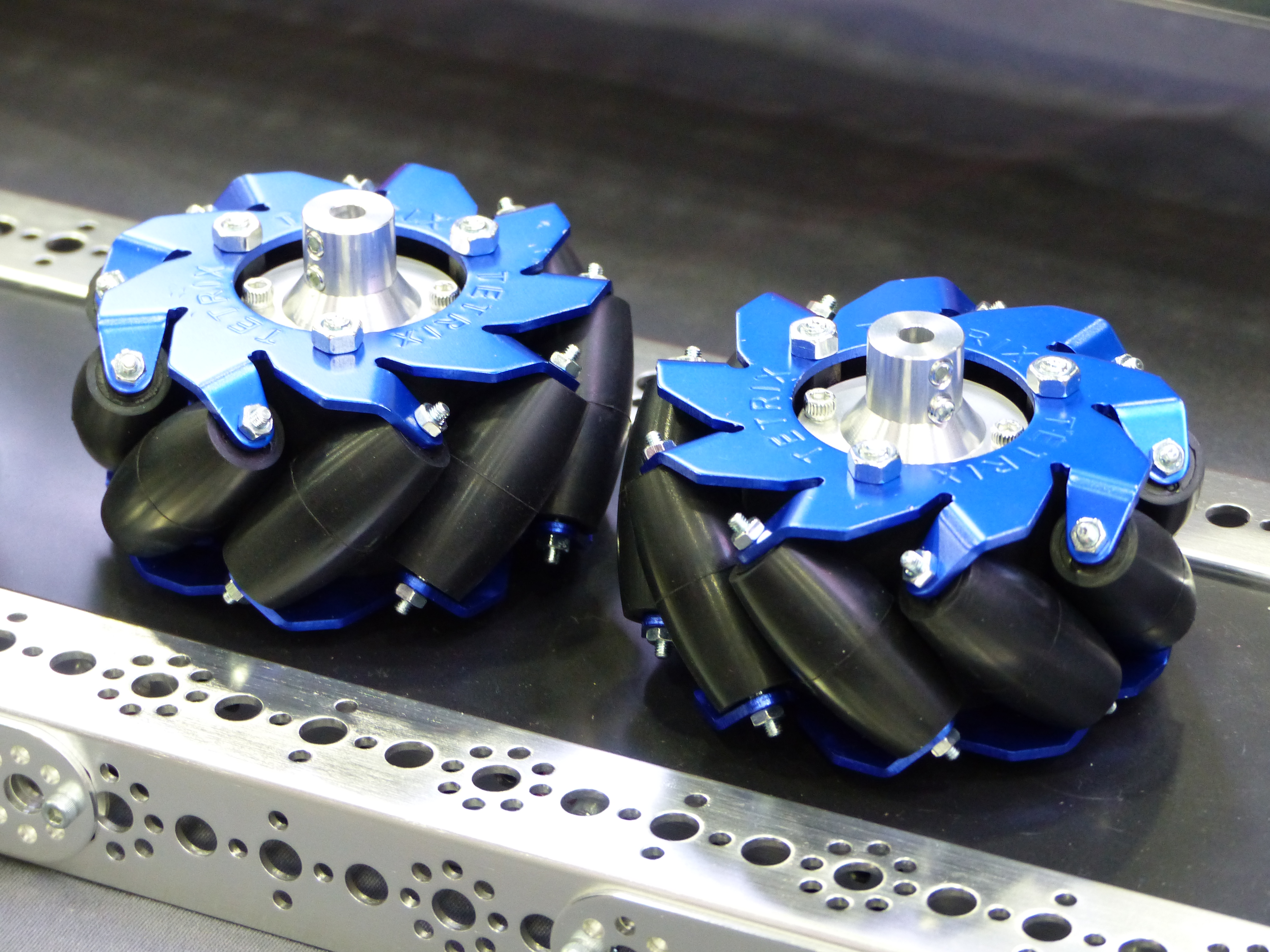
Twee losse Mecanum-wielen

Het Mecanum-wiel is een omnidirectioneel wielontwerp waarmee een landvoertuig in elke richting kan bewegen en draaien. Het wordt soms het Zweedse wiel of Ilon-wiel genoemd, naar de uitvinder ervan, Bengt Erland Ilon (1923-2008), die het concept bedacht toen hij als ingenieur werkte bij het Zweedse bedrijf Mecanum, en het patenteerde in de Verenigde Staten op 13 november 1972.

## Ontwerp
Het Mecanum-wiel is gebaseerd op een band-loos wiel, met een reeks rubberen externe rollen die schuin aan de hele omtrek van de velg zijn bevestigd. Deze rollen hebben typisch elk een rotatie-as van 45° ten opzichte van het wielvlak en op 45° ten opzichte van de wielaslijn. Elk Mecanum-wiel is een onafhankelijk niet-sturend aandrijfwiel met een eigen aandrijflijn. Elk wiel genereert tijdens het draaien een voortstuwende kracht loodrecht op de rolas.

In het schema: blauw: draairichting wiel (zoals gezien vanaf de bovenkant); rood: bewegingsrichting voertuig
Resulterende bewegingen van het voertuig:
a) Voorwaarts, b) Zijwaarts (rechts), c) Diagonaal (rechtsvoor), d) Draaiend om het middelpunt van een specifiek wiel, e) Draaiend om het middelpunt van alle wielen samen, f) Rotatie om het middelpunt van één as

Een kleine robot uitgerust met vier Mecanum-wielen.

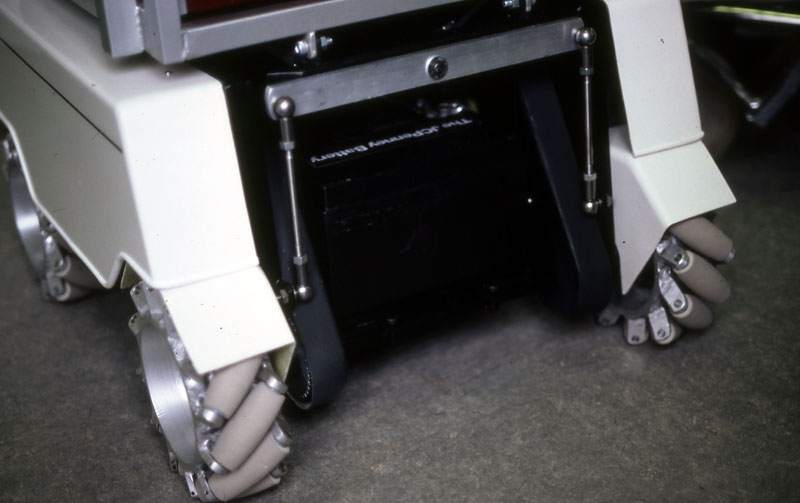
Een experimentele elektrische rolstoel voorzien van Mecanum-wielen.

Het typische Mecanum-ontwerp is de configuratie met vier wielen zoals in het figuur, met afwisselende links- en rechtsgeoriënteerde rollen waarvan de assen aan de bovenkant van het wiel evenwijdig zijn aan de diagonaal van het voertuig (en dus loodrecht op de diagonaal wanneer de onderkant van het wiel gezien wordt). Op zo'n manier zal elk wiel een stuwkracht genereren die ongeveer evenwijdig is aan de corresponderende diagonaal. Door de rotatiesnelheid en richting van elk wiel te variëren, zal de optelling van de krachtvectoren van elk van de wielen in zowel lineaire bewegingen als rotaties van het voertuig resulteren. Hierdoor kan een dergelijk voertuig diverse manoeuvres uitvoeren binnen een kleine ruimte. 
Bijvoorbeeld:
- Door alle vier de wielen met dezelfde snelheid in dezelfde richting te laten lopen, ontstaat er een voorwaartse/achterwaartse beweging, aangezien de longitudinale krachtvectoren optellen, maar de transversale vectoren elkaar opheffen;
- Als beide wielen aan de ene kant in de ene richting worden gereden en aan de andere kant in de tegenovergestelde richting, zal het voertuig stationair roteren, aangezien de transversale vectoren elkaar opheffen, maar de longitudinale vectoren koppelen om een moment te genereren rond de centrale verticale as of het middelpunt van het voertuig;
- Als de wielen op het ene diagonaal in dezelfde richting draaien, tegenovergesteld aan de wielen op het andere diagonaal, zal dit resulteren in zijwaartse beweging. Hierbij tellen de transversale vectoren op en heffen de longitudinale vectoren elkaar op.